# ایستگاه راه‌آهن کوپرسیل هالت
ایستگاه کوپرسال هالت
یک ایستگاه از خط مرکزی و از خطوط متروی لندن است.که در منطقه هملت قرار دارد.